# Elvi Lissiak

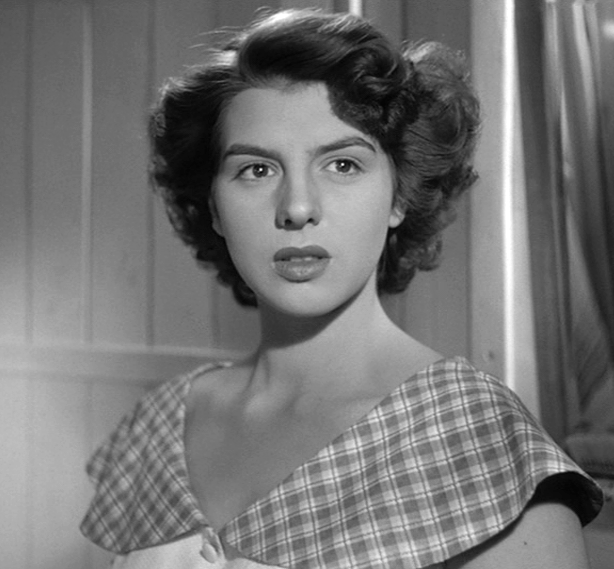
Elvy Lissiak 1950 in Ein Sonntag im August

Elvira „Elvi“ Lissiak (* 19. Juli 1929 in Triest; † 25. Februar 1996 in Grabagnate Milanese) war eine italienische Schauspielerin.

## Leben
Lissiaks Karriere im italienischen Film war nicht sonderlich lange und umfasste zwei Phasen, in denen sie Rollen spielte: Von 1950 bis 1953 und von 1960 bis 1962.
Bis zu ihrer Entdeckung durch Luciano Emmer arbeitete sie als Balletttänzerin in Revuen; ihre erste Rolle in Ein Sonntag im August wurde von der Kritik sehr wohlwollend aufgenommen. Danach spielte sie einige Rollen an der Seite von Vittorio Gassman, mit dem sie auch privat einige Zeit liiert war. Enttäuscht über die immer gleichartigen Rollenangebote und aufgrund ihrer Heirat mit Schauspielkollegen Franco Castellani verließ sie Cinecittà schon 1953 wieder und widmete sich, abgesehen von einer kurzen Rückkehr zu Beginn der 1960er Jahre, ausschließlich der Theaterarbeit.
Sie spielte auch unter der Namensvariante Elvy Lissiak.

## Filmografie
- 1949: Lo sparviero del Nilo
- 1950: Ein Sonntag im August (Un Domenica d'Agosto)
- 1950: Totò cerca moglie
- 1950: Der Löwe von Amalfi (Il leone di Amalfi)
- 1951: Trieste mia!
- 1952: L'ingiusta condanna
- 1953: Das Schiff der verlorenen Frauen (La nave delle donne maledette)
- 1960: Rote Lippen – Schlanke Beine (Labbre rosse)
- 1961: Es geschah in Rom (La giornata balorda)
- 1961: I due mearescialli
- 1962: Lo smemorato di Collegno
- 1962: Die tollen Hunde der Karibischen See (Lo sparviero nero)